# Масса-Мариттіма
Масса-Мариттіма (італ. Massa Marittima) — муніципалітет в Італії, у регіоні Тоскана,  провінція Гроссето.
Масса-Мариттіма розташована на відстані близько 185 км на північний захід від Рима, 90 км на південь від Флоренції, 36 км на північний захід від Гроссето.
Населення — 8483 особи (2014).

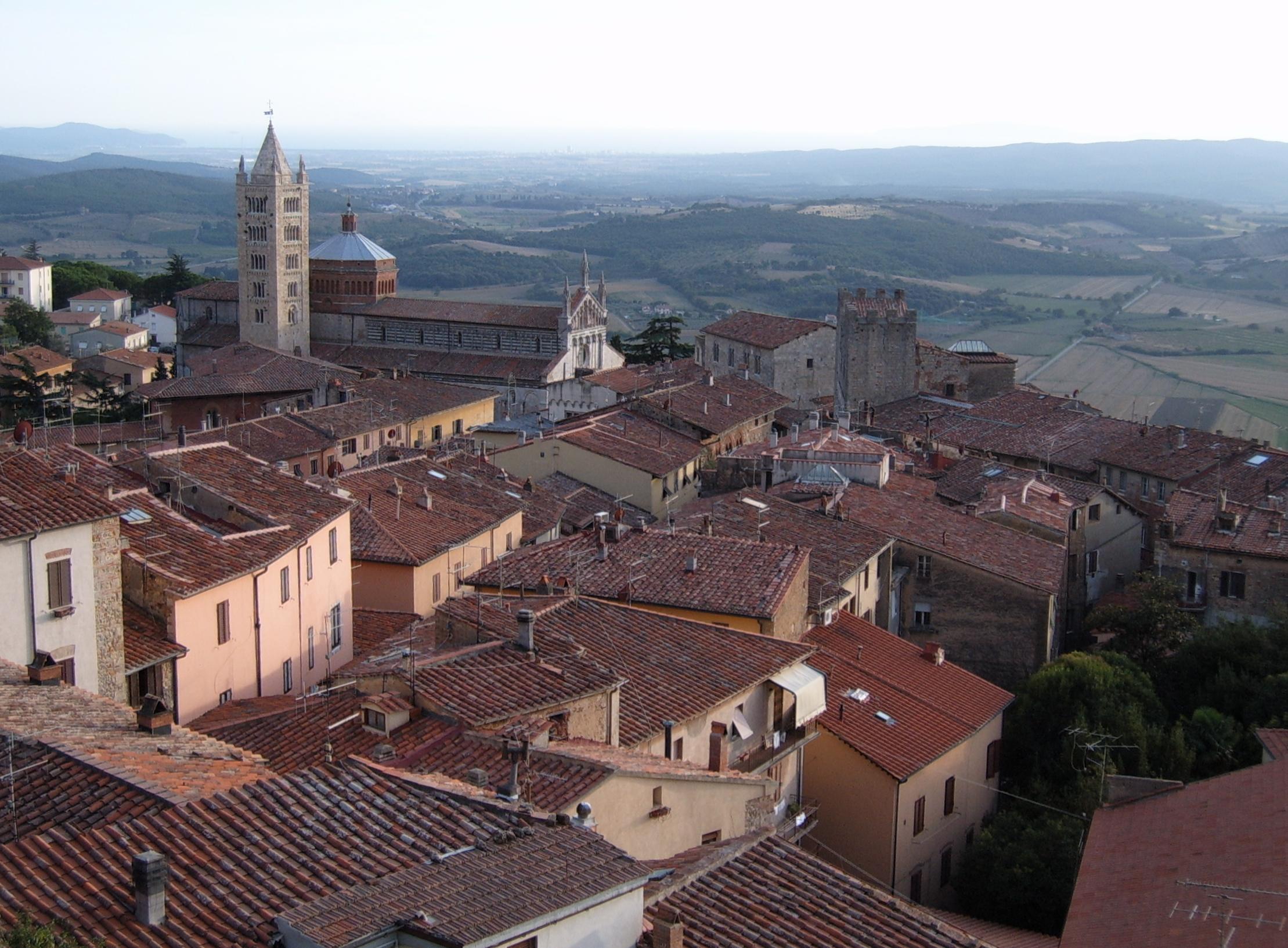

Щорічний фестиваль відбувається 10 жовтня. Покровитель — San Cerbone.

## Демографія
Населення за роками:

Станом на 1 січня 2023 року в муніципалітеті офіційно проживало 1087 іноземців з 59 країн, серед них 209 громадян країн Євросоюзу та 76 громадян України.

## Сусідні муніципалітети
- Фоллоніка
- Гаворрано
- Монтеротондо-Мариттімо
- Монтієрі
- Роккастрада
- Скарліно
- Суверето